# Stenophylax espanioli
Stenophylax espanioli är en nattsländeart som beskrevs av Schmid 1957. Stenophylax espanioli ingår i släktet Stenophylax och familjen husmasknattsländor. Inga underarter finns listade i Catalogue of Life.